# Épagny-Metz-Tessy
Épagny-Metz-Tessy è un comune francese situato nel dipartimento dell'Alta Savoia della regione Alvernia-Rodano-Alpi.

## Storia
È nato il 1º gennaio 2016 dalla fusione di precedenti comuni di Épagny e Metz-Tessy.